# Фрэнсис, Джордж (футболист)
Джордж Э́двард Фрэ́нсис (англ. George Edward Francis; 4 февраля 1934, Актон — 22 октября 2014, Слау, Юго-Восточная Англия) — английский футболист, играл на позиции нападающего.

## Биография

### Игровая карьера
Фрэнсис подписал профессиональный контракт 2 января 1953 года с «Брентфордом», командой представлявшую Третий дивизион. Дебютировал за «Брентфорд» 19 февраля 1955 года в матче против «Уолсолла», который закончился со счётом 2:2 и в той игре он забил гол. Его партнёром по клубу был Джим Тауэрс, в паре с которым он составил результативную линию нападения, забив на двоих более 250 голов за шесть совместных сезонов.
Летом 1961 года Фрэнсис и Тауэрс перешли в «Куинз Парк Рейнджерс»; общая сумма трансфера двух нападающих составила 8000 фунтов стерлингов. За КПР Фрэнсис сыграл только 2 матча и забил 1 гол, а осенью того же года вернулся в «Брентфорд». В составе «пчёл» он играл до конца сезона и покинул команду после того, как «Брентофрд» вылетел в Четвёртый дивизион. В августе 1962 года перешёл в «Джиллингем», в котором отыграл два сезона и в 1964 году помог своему клубу выиграть Четвёртый дивизион.
В последующие годы играл за клубы региональных лиг и завершил карьеру в клубе «Стивенидж Таун».

### Признание
В мае 2014 года Фрэнсис был включён в Зал славы футбольного клуба «Брентфорд».

### Смерть
Скончался 22 октября 2014 года в возрасте 80 лет после продолжительной борьбы с раком кишечника.